# Illano
Para la parroquia del concejo de San Martín de Oscos ver Illano (Oscos).
Illano (en eonaviego: Eilao) es un concejo y una parroquia de la comunidad autónoma del Principado de Asturias, España.
El concejo limita al norte con Boal, al sur con Pesoz y San Martín de Oscos, al este con Boal, Villayón y Allande y al oeste con Villanueva de Oscos y Castropol. Cuenta con una población de 360 habitantes (INE 2017), agrupada mayoritariamente en los núcleos de población de Cedemonio, Illano, La Montaña, Sarzol, y el Villar de Bullaso.
Es uno de los municipios en los que se habla eonaviego (o gallego-asturiano).

## Geografía
Su principal vía de comunicación es la carretera regional AS-12, que cruza el concejo de sur a norte. Está a una distancia de la capital del Principado, Oviedo, de 168 kilómetros. Su orografía toma como eje el curso fluvial del río Navia, su margen derecha tiene cumbres como A Bobia que es su techo con 1162 m. Otras alturas son: A Vega, O Corrello, A Camposta y Cabanastaxide. En su margen izquierda están las sierras de Riodecoba y Estela, pico de Bustelo y Cristaleira.
Su clima es oceánico propio de la zona cantábrica, húmedo y frío en las altas sierras y montaña y templado en las zonas bajas.

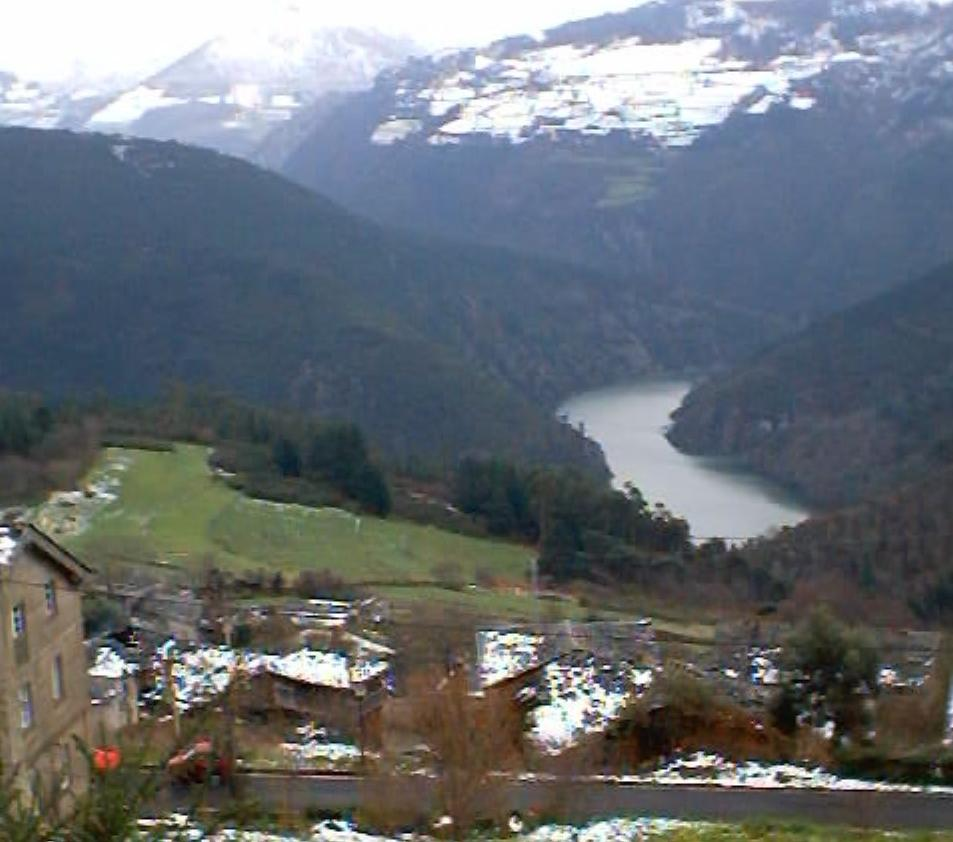
El río Navia, desde Illano. Al fondo, San Esteban de los Buitres nevado

La red hidrográfica está marcada por el Navia que la atraviesa de sur a este. Sus afluentes más importantes son el Cartelo, Entrerrias, El Pato, y el Ciyúa. El agua en este concejo es un factor de producción esencial, quedando embalsada en Doiras. Su paisaje es uno de los menos deteriorados en relación con los concejos vecinos, tal vez por su falta de industria y su baja demografía. Ha tenido un gran factor de deforestación debido en parte a sus suelos débiles y poco consistentes teniendo como consecuencia una gran cantidad de matorral, aunque todavía es posible divisar abedules, robles, alcornoques y avellanos.

## Historia

### Edad Antigua
Sus restos más antiguos se remontan a la prehistoria neolítica, así se han catalogado más de dos decenas de túmulos en la zona de la sierra de Carondio y no lejos de aquí está el famoso dolmen de Entrerríos. Esta estructura es conocida como la Llastra da Filadoira, en 1962 fue inspeccionada descubriendo que faltaban algunas piedras verticales.
De su época castreña se han localizado dos emplazamientos. El Castelón, con una arquitectura urbanística que aún se percibe aunque esté sepultada en parte por el terreno, y Los Castelloes en Hevia. El primer castro sí es atribuido al pueblo galaico, pero el segundo no parece claro si eran galaicos o astures los pueblos que lo habitaron. De la dominación romana se ponen en relación con la explotación de las minas auríferas que eran muy abundantes en la comarca.

### Edades Media y Moderna
La Edad Media, está marcada por la actividad de las instituciones eclesiásticas que irán introduciendo los modos de relación feudal. Se funda el monasterio de Villanueva de Oscos que poco a poco incrementa su dominio patrimonial alcanzando las localidades de Illano, Gío, Cedemonio y Bullaso. Con el tiempo acabó configurando un gran concejo perteneciente a la obispalía con capital en la puebla de Castropol.
Con la desamortización de Felipe II, Illano alcanzó su independencia de Castropol, esto se llevó a cabo por la redención costeada por los propios vecinos, valorada en 6.323.766 maravedíes, liberándose de la dominación de la mitra y pasando a la jurisdicción ordinaria.
En el siglo XVIII, su economía está basada en el sector agropecuario. Se hace una renovación de las ordenanzas concejiles. De esta época hay una buena documentación catastral donde se detallan todos los bienes que tenía el concejo desde la cantidad de cabezas de ganado hasta los molinos para la trituración del grano. Este catastro está hecho por el marqués de la Ensenada.

### Edad Contemporánea
Del siglo XIX, hay que destacar la desamortización de Mendizábal, en la que se vendieron los bienes de la iglesia. Aparte de esta circunstancia histórica, el concejo de Illano se mantiene sin grandes cambios o convulsiones en sus estructuras socioeconómicas y administrativas.
En el siglo XX, sólo merece destacar la construcción del salto de Doiras por parte de Electra de Viesgo en 1929-1933. Será el primero de la llamada ruta del kilovatio del Navia. Sus obras provocan un aumento demográfico pero a partir de los setenta hay un brutal éxodo rural que empobreció el municipio, ya que no consiguió las expectativas de empleo que se esperaba.

## Demografía
Illano cuenta con una población de 289 habitantes (INE 2024).
| Gráfica de evolución demográfica de Illano entre 1842 y 2021                                                        |
| |
| Población de derecho según los censos de población del INE Población de hecho según los censos de población del INE |

Sus poblaciones están marcadas por la orografía del terreno, ya que su carácter accidentado y la profundidad de los valles hace que el hábitat se localice a media ladera y en el margen izquierdo del río, que es donde se localiza su capital.
Su economía está anclada en su tradición agraria y fue perdiendo población durante casi todo el siglo XIX, pero fue entre 1960 y 1981 cuando perdió más de la mitad de sus habitantes. En la actualidad continúa el proceso de despoblación aunque a ritmo más lento, contando en la actualidad (2017) con 360 habitantes.
Su población está muy envejecida, ya que una de cada tres personas tiene más de 60 años y solo el 18 % alcanza los 20 años. Esto es debido a su emigración que en un primer momento fue hacia Ultramar coincidiendo con la crisis que acabó en la Guerra Civil y más tarde su emigración cambió dirigiéndose a los países desarrollados del norte y el centro de Europa.

## Economía
A causa de todo esto su pirámide de población tiene un gran desfase marcado en su sector económico. Este se basa principalmente en el sector primario y dentro de este en especial en la agricultura y la ganadería en parte debido a que su población se dedica al cultivo de subsistencia. Tuvo un momento álgido pero fue solo de corto tiempo que fue con la construcción de la presa de Doiras que fijó sus efectivos demográficos pero de un modo muy temporal, ya que no cumplió las expectativas surgidas en torno a la creación de empleo y desarrollo local.

## Administración y política

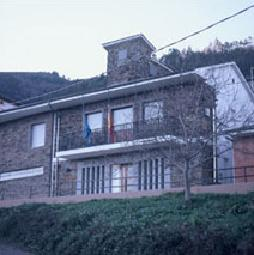
Casa consistorial

### Gobierno municipal
En el concejo de Illano, desde 1979, el partido que más tiempo ha gobernado ha sido el PSOE, que lo hace desde el año 1983. El actual alcalde es Wenceslao González Rico, quien gobierna desde 2019.
| Periodo   | Nombre                     | Partido | Partido                                    |
| --------- | -------------------------- | ------- | ------------------------------------------ |
| 1979-1983 | Belarmino Fernández Murias |         | Unión de Centro Democrático (UCD)          |
| 1983-1987 | Soledad Rodríguez González |         | Federación Socialista Asturiana (FSA-PSOE) |
| 1987-2019 | Leandro López Fernández    |         | Federación Socialista Asturiana (FSA-PSOE) |
| 2019-2021 | Wenceslao González Rico    |         | Federación Socialista Asturiana (FSA-PSOE) |
| 2021-2023 | Daniel Martínez Labayos    |         | Federación Socialista Asturiana (FSA-PSOE) |
| 2023-act. | Iván Rodríguez Sancho      |         | Federación Socialista Asturiana (FSA-PSOE) |

| Partido político    | Partido político                                                       | 1979   | 1983   | 1987   | 1991   | 1995   | 1999   | 2003   | 2007   | 2011   | 2015   | 2019   | 2023   |
| Partido político    | Partido político                                                       | Ediles | Ediles | Ediles | Ediles | Ediles | Ediles | Ediles | Ediles | Ediles | Ediles | Ediles | Ediles |
|                     | Federación Socialista Asturiana (FSA-PSOE)                             | 2      | 5      | 4      | 5      | 4      | 4      | 5      | 5      | 3      | 5      | 4      | 4      |
|                     | Illano Adelante                                                        | —      | —      | —      | —      | —      | —      | —      | —      | —      | —      | —      | 1      |
|                     | Alianza Popular (AP)-Partido Popular (PP)                              | —      | 1      | —      | —      | 3      | 3      | 2      | 2      | 2      | —      | 1      | 1      |
|                     | Partido Comunista de España (PCE)-Izquierda Unida (IU)-Los Verdes (LV) | —      | —      | —      | —      | —      | —      | —      | —      | 2      | 2      | 2      | 1      |
|                     | Unión de Centro Democrático (UCD)-Centro Democrático y Social (CDS)    | 5      | 3      | 3      | 2      | —      | —      | —      | —      | —      | —      | —      | —      |
|                     | Independientes                                                         | 2      | —      | —      | —      | —      | —      | —      | —      | —      | —      | —      | —      |
| Total de concejales | Total de concejales                                                    | 9      | 9      | 7      | 7      | 7      | 7      | 7      | 7      | 7      | 7      | 7      | 7      |

### Organización territorial
El concejo de Illano está formado por 5 parroquias:
- Bullaso
- Gío
- Herías
- Illano
- Ronda

## Cultura

### Arte
Lo primero que mencionaremos es un ejemplo de la arquitectura tradicional popular como es el pueblo de San Esteban de los Buitres, donde sus casas se mantienen construidas con pizarra manteniendo un perfecto conjunto con el paisaje.
Entre su patrimonio artístico destacaremos las principales obras.
- La casa Armera de Mojardín, o casa de la Llomba es del siglo XVIII, se estructura en torno a un patio porticado. Su fachada principal está marcada por dos torres y un cuerpo central. Las torres son de tres pisos con vanos que aumentan de tamaño desde las estrechas saeteras del piso bajo hasta el balcón superior. Rematado todo por una cornisa en piedra. En el centro de la fachada se abre la puerta, es sencilla con un dintel monolítico, sobre ella una ventana rematada en arco de medio punto y con un remate de pequeño frontón. El patio con pilares que sustentan una galería de madera que hace de distribuidor, a él se abre la capilla y junto a la puerta una escalera que conduce al piso alto.
- El santuario de Nuestra Señora del Pastor, construido en 1665. La cabecera con bóveda de medio cañón y la nave cubierta con madera a dos aguas. La bóveda de la cabecera está cubierta con pinturas muy dibujísticas y populares que se reparten en tres franjas con cinco escenas enmarcadas por cenefas floreadas que representan los misterios del rosario. Tiene un retablo barroco popular del siglo XVIII. También destaca la imagen de la Virgen del Pastor. En ella sólo está trabajado el Niño Jesús y las partes vistas de la Virgen, es decir, manos y cabeza. El resto es un armazón. Junto al santuario hay un árbol centenario al que se le denomina el Tejo de Pastur.
- La iglesia parroquial de Nuestra Señora de Bullaso. En el pórtico tiene incrustada una piedra con inscripciones en letras visigodas fechada entre los siglos VIII y X. Las letras están en círculo y en medio una Cruz. Esta iglesia tiene en su interior varios retablos barrocos. Así el retablo del altar mayor que es del siglo XVII, está estructurado en dos pisos y tres calles flanqueados por columnillas con estrías helicoidales.
- La iglesia parroquial de Santa Leocadia de Illano, en esta iglesia lo que más destaca es su retablo del Cristo Crucificado, en el que se incluye una talla gótica de San Juan de los siglos XIV-XV. El retablo del presbiterio es de la Virgen del Carmen, está dorado y todo policromado, está todo rodeado de relieves que representa a diferentes santos pero todos ellos están vestidos con el hábito del Carmelo a quien pertenece la iglesia.

### Fiestas
- En marzo: el día 19, San Juan que se celebre en Lantero.
- En mayo: el día 20 las fiestas de San Julián en Gio y el día 25 las fiestas de los Remedios en La Montaña.
- En junio: el día 13 son las fiestas de San Antonio en las localidades de El Pato y El Villar de Bullasco, el día 29 son las fiestas de San Pedro en Cedemonio.
- En julio: el día 16 son las fiestas del Carmen en su capital Illano.
- En agosto:el día 15 la fiesta más importante del concejo se celebra en Bullaso,el día 3 San Esteban en el pueblo de su nombre, el día 5 las fiestas de Las Nieves en la localidad de Cernías, el día 16 son las fiestas de San Roque en la población de Navedo. El 28 de agosto se celebra el día de San Agustín en Pastur, romería a la que acuden peregrinos del concejo y limítrofes.
- En septiembre: el día de la Virgen de Pastur, donde personas de toda la comarca, de los concejos vecinos y de Galicia, acuden a la ermita de la Virgen de Pastur uno de los principales santuarios del occidente de Asturias.
- En octubre: el segundo sábado de este mes se celebra la segunda fiesta de Bullaso llamada Santa María.